# Залізниця Чентоваллі
46°09′45″ пн. ш. 8°38′14″ сх. д. / 46.16238° пн. ш. 8.63709° сх. д.

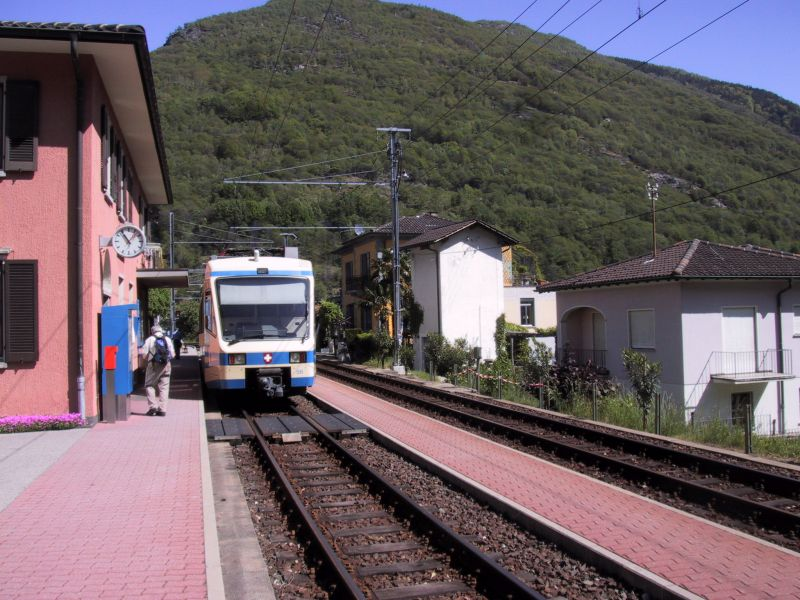
Залізнична станція Інтранья

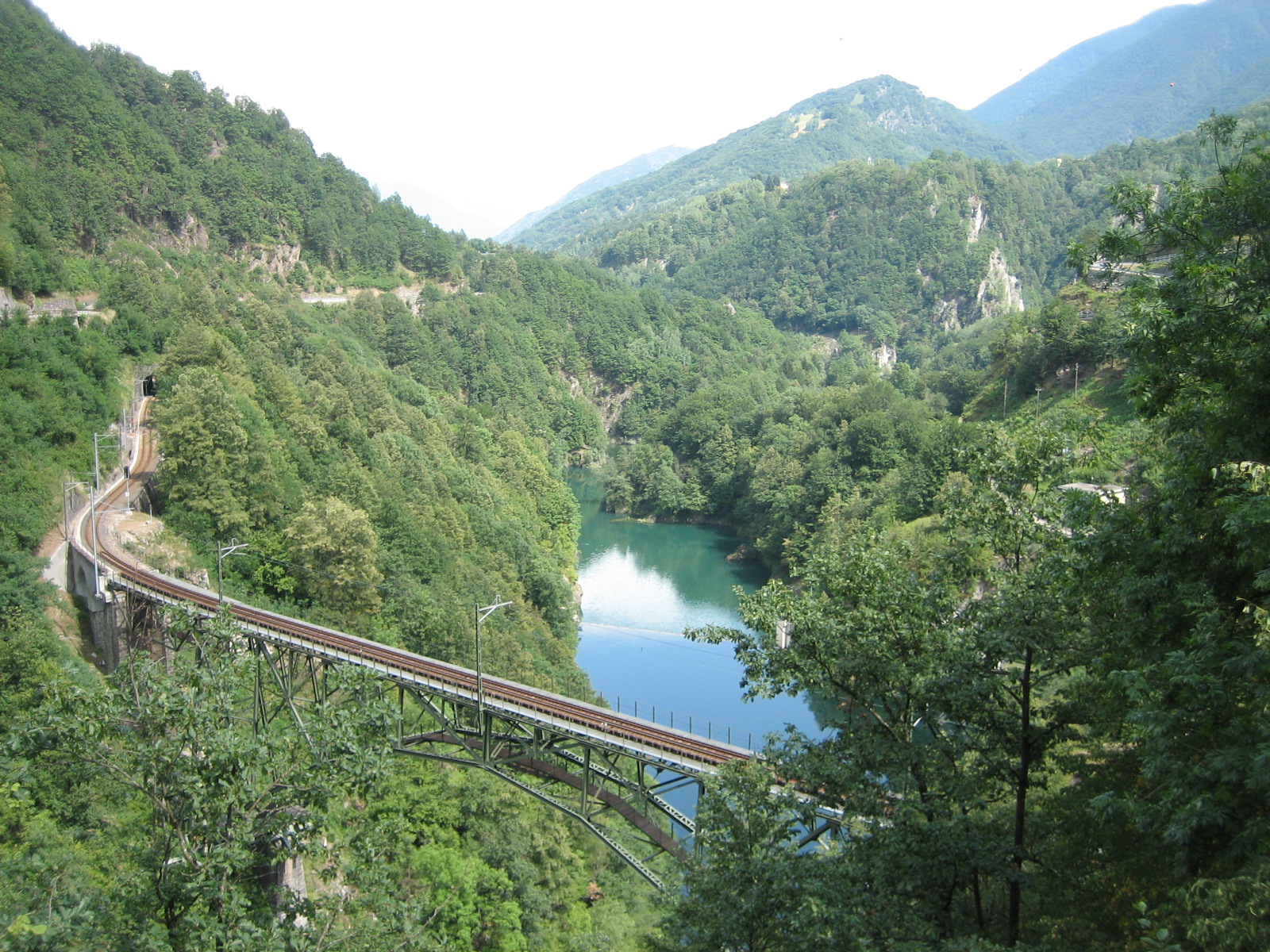
Віадук Руїначчі біля Камедо

Залізниця Чентоваллі, також відома як залізниця Домодоссола — Локарно (італ. Centovallina) — залізниця метрової колії між Домодоссола, П'ємонт, Італія, і Локарно, кантон Тічино, Швейцарія. Прямує через село Інтранья і перевозить понад 1 млн пасажирів на рік. Є під орудою регіональної автобусної та залізничної компанії кантону Тічино (ФАРТ) в Швейцарії і Società Subalpina di Imprese Ferroviarie S.p.A.. (SSIF) в Італії
Відкрита 25 листопада 1923 року , 52-кілометрова залізниця складається з 22 станцій, і потрібно приблизно 1,5 години, щоб перетнути її з одного кінця в інший. Італійсько-Швейцарський кордон перетинається між містами Рибелласка і Камедо.

## Історія
Після підписання в Римі 12 листопада 1918 року конвенції між Сідней Сонніно і де Седжессер, повноважними представниками короля Італії та Федеральної Ради Швейцарської Конфедерації, будівництво залізниці почалося. Залізниця була побудована за ініціативи мера міста Локарно Френсіса Денса. Будівельники використовували частину існуючої залізниці метрової колії Локарно-Біньяско на початку східного краю нової лінії. Це визначило те, що вся лінія була побудована з цією шириною колії.
Відтоді залізниця справно виконує свою задачу обслуговування поселень між Локарно і Домодоссола. Лінія продовжила роботу і після початку періоду масової автомобілізації, коли деякі вважали, що поїзди застаріли.
На початок ХХІ сторіччя залізниця відіграє важливу економічну і туристичну роль в регіоні. Це найкоротший і мальовничий шлях між основними трансальпійськими залізницями, що проходять через тунелі Симплон і Готтард. У поєднанні із залізницею Симплон, забезпечує швидке сполучення між швейцарським кантоном Вале і Тічино.

## Специфікація
- Колія:  1000 мм
- Довжина: близько 52,2 км (з яких 32,300 знаходиться на італійській території, 19,833 в Швейцарії)
- Напруга 1350 В постійного струму[3]
- Тягові підстанції: 5 (в тому числі 3 в Швейцарії)
- Станції та пункти зупинки з роз'їздами 21 (13 в Італії, 8 в Швейцарії)

## Маршрут
На маршруті, як і на інших гірських залізницях, є деякі значні похили: між Масеру і Санта-Марія-Маджоре (Італія), і між Вердасіо і Інтрагна (Швейцарія); в деяких місцях похил 60 ‰ .
Подорож між Домодоссола і Локарно, займає близько півтори години.
Назва «Чентоваллі» (100 долин) обумовлено наявністю численних долин уздовж лінії, в яких знаходяться маленькі містечка. Багато мостів і віадуків прикрашають подорож.

## Тарифи
З жовтня 2012 року використовується новий рухомий склад, «панорамний поїзд». При використанні цього поїзда, незалежно від виду придбаного квитка, знімається додаткова плата в розмірі € 1,50 або CHF2,00 з пасажира готівкою на борту кондуктором. На табло панорамні поїзда позначаються «supplemento». Доплата не потрібна на інших поїздах за маршрутом.
Хоча це італійський поїзд, на ньому діють квитки і знижки Швейцарських залізниць